# Le briglie d'oro. Poesie per Marina 1984-2004
Le briglie d'oro. Poesie per Marina 1984-2004 è una delle ultime raccolte di poesia della scrittrice italiana Alda Merini.
La raccolta, pubblicata nel 2005 dall'editore Vanni Scheiwiller a Milano nella collana di "Poesia" diretta da Giovanni Raboni, contiene centoquattro poesie d'amore inedite della scrittrice a cura di Marina Bignotti che nella "Nota" al termine della raccolta racconta come ha conosciuto Alda Merini, parla del rapporto particolare con lei stretto, di come fosse nata l'idea della raccolta, del carattere generoso, dolce e affettuoso della poetessa ma anche del suo lato difficile e un po' spinoso. Racconta anche come le poesie le fossero consegnate direttamente, a volte spedite e anche dettate, e che, pur nate e pronte fin dal lontano 1993, videro la pubblicazione solamente nel 2005. Racconta infatti Marina Bignotti che nel 1996 si era deciso di pubblicare la raccolta delle "Poesie per Marina" ma che erano intervenuti nuovi fatti e ritardi susseguiti fino al tragico 17 ottobre 1999 quando era morto Vanni e la casa editrice e i suoi collaboratori avevano attraversato momenti difficili tanto che il "Progetto Merini", così come era scritto a mano su alcune cartelle da Vanni, era rimasto fermo fino al 2005, anno appunto della sua pubblicazione.
La raccolta inizia con la "Premessa" della stessa Merini nella quale narra  il suo legame alla casa editrice "l'Insegna del pesce d'oro" legata al nome di Vanni Scheiwiller, degli incontri con Marina alla quale era stata affidata da Vanni stesso e della quale scrive che "...come Cerere e Proserpina, Marina è stata un po' la terra del mio canto". La premessa, dopo la firma di Alda Merini, riporta un  p.s dell'autrice nel quale raccomanda a tutti i giovani:
aprite i libri con religione;
non guardateli superficialmente, perché in essi è racchiuso il coraggio dei nostri padri;
soprattutto amate i poeti: essi hanno vangato per voi la terra per tanti anni, non per costruire tombe o simulacri, ma altari. Pensate che potete camminare su di noi come dei grandi tappeti e volare con noi oltre la triste realtà quotidiana.
La raccolta porta la dedica a Maurizio Costanzo con gratitudine.